# Десислава Божилова
Десислава Василева Божилова (буг. Десислава Василева Божилова; 16. октобар 1992) бугарска је судиница у снукеру.

## Каријера
Откад је добила лиценцу да постане међународни судија у снукеру, судила је у финалима такмичења, као и мечевима на Светском првенству. На Светском првенству први пут је судила 2019. године. Након финала Мастерса 2022. и Првенства Уједињеног Краљевства 2022, судила је финале Светског првенства 2025. На тај начин је постала друга жена, после Микаеле Таб, која је судила финале Светског првенства и прва жена која је судила финале сва три такмичења Трипле круне.
Божилова је шест пута била судија мечева у којима је био виђен максимални брејк.